# Sabulodes subalbata
Sabulodes subalbata là một loài bướm đêm trong họ Geometridae.